# Distretto Centrale (Taichung)
Il distretto Centrale (中區S, Zhōng QūP) è un distretto della municipalità di Taichung, situata a Taiwan.